# Acrophymus cuspidatus
Acrophymus cuspidatus is een rechtvleugelig insect uit de familie veldsprinkhanen (Acrididae). De wetenschappelijke naam van deze soort is voor het eerst geldig gepubliceerd in 1900 door Karsch.
1. ↑  (en) Acrophymus cuspidatus op de IUCN Red List of Threatened Species.